# إيفان أرمسترونغ
إيفان أرمسترونغ (بالإنجليزية: Evan Armstrong)‏ (15 ديسمبر 1943 بآير في المملكة المتحدة - 8 يوليو 2017) هو ملاكم بريطاني، صنّف ضمن فئة وزن البانتام ‏ ووزن الريشة ‏ ووزن الريشة السوبر ‏.

## إحصائيات
خاض خلال مسيرته 54 نزالا، تعادل في 1 .

## روابط خارجية
- إيفان أرمسترونغ على موقع بوكس ريك (الإنجليزية) (registration required)